# BStB 51 bis 53
Die Lokomotiven BStB 51–53 gehören zu einer Reihe von Tenderlokomotiven der Achsfolge 1’D1’, die von Borsig (BLW) für die Brandenburgische Städtebahn (BStB) gebaut wurden. Zwischen 1937 und 1939 wurden drei Lokomotiven in Dienst gestellt. Ähnliche Lokomotiven stellte Borsig für die Niederbarnimer Eisenbahn her, die dort die Bezeichnung NbE 010-014 erhielten. Die Lokomotiven BStB 51–53 gelangten nach dem Zweiten Weltkrieg zur Deutschen Reichsbahn und wurden als 93 6476–6477 sowie 6479 bezeichnet. Die Loks waren bis 1968 im Einsatz und wurden dann ausgemustert sowie verschrottet.

## Geschichte und Einsatz
Diese leistungsfähigen Lokomotiven gehörten zu einer Serie, die von den Berliner Lokomotivwerken entwickelt wurden und speziell bei Klein- bzw. Privatbahnen verwendet werden sollten. Borsig fertigte die ersten beiden Maschinen 1937 als BStB 51–52 für die Brandenburgische Städtebahn (BStB). 1939 wurde eine dritte Lok gebaut, die  als BStB 53 eingereiht wurde. Ihren Ursprung hatten die Loks von der DR-Baureihe 86, die allerdings für die Privatbahnen etwas vereinfacht gefertigt wurden.
Für die BStB waren dies die letzten beschafften Loks vor dem Zweiten Weltkrieg. Sie wurden im Güterzugdienst eingesetzt. Noch während des Krieges vergab die BStB neue Nummern. Die 51–53 wurden nun als 1-200 bis 1-202 bezeichnet.
Nach dem Krieg blieben die Lokomotiven im Raum Berlin und waren 1950 im Bahnbetriebswerk Berlin-Alt beheimatet. Sie waren ein Jahr vorher von der Deutschen Reichsbahn übernommen und als 93 6476–6477 sowie 6479 bezeichnet worden. Bis 1965 versahen sie ihren Dienst im Raum Berlin, ab 1957 in Berlin-Pankow, dann wurden sie durch den Einsatz von Diesellokomotiven überflüssig. 1966 wurde die 93 6479 und ein Jahr später die 93 6476–6477 abgestellt. Ausgemustert wurden die Loks bis 1968, einige waren noch kurz als Heizlokomotive im Einsatz.

## Technische Merkmale
Die Lokomotiven besaßen einen Blechrahmen. Gegenüber den ähnlichen Lokomotiven NbE 010 bis NbE 014 waren sie an der Bauart der Sandkästen zu unterscheiden; die Loks der Niederbarnimer Eisenbahn besaßen rechteckige, die Loks der BStB runde Sandkästen.